# التاريخ العام للهند (رواية)

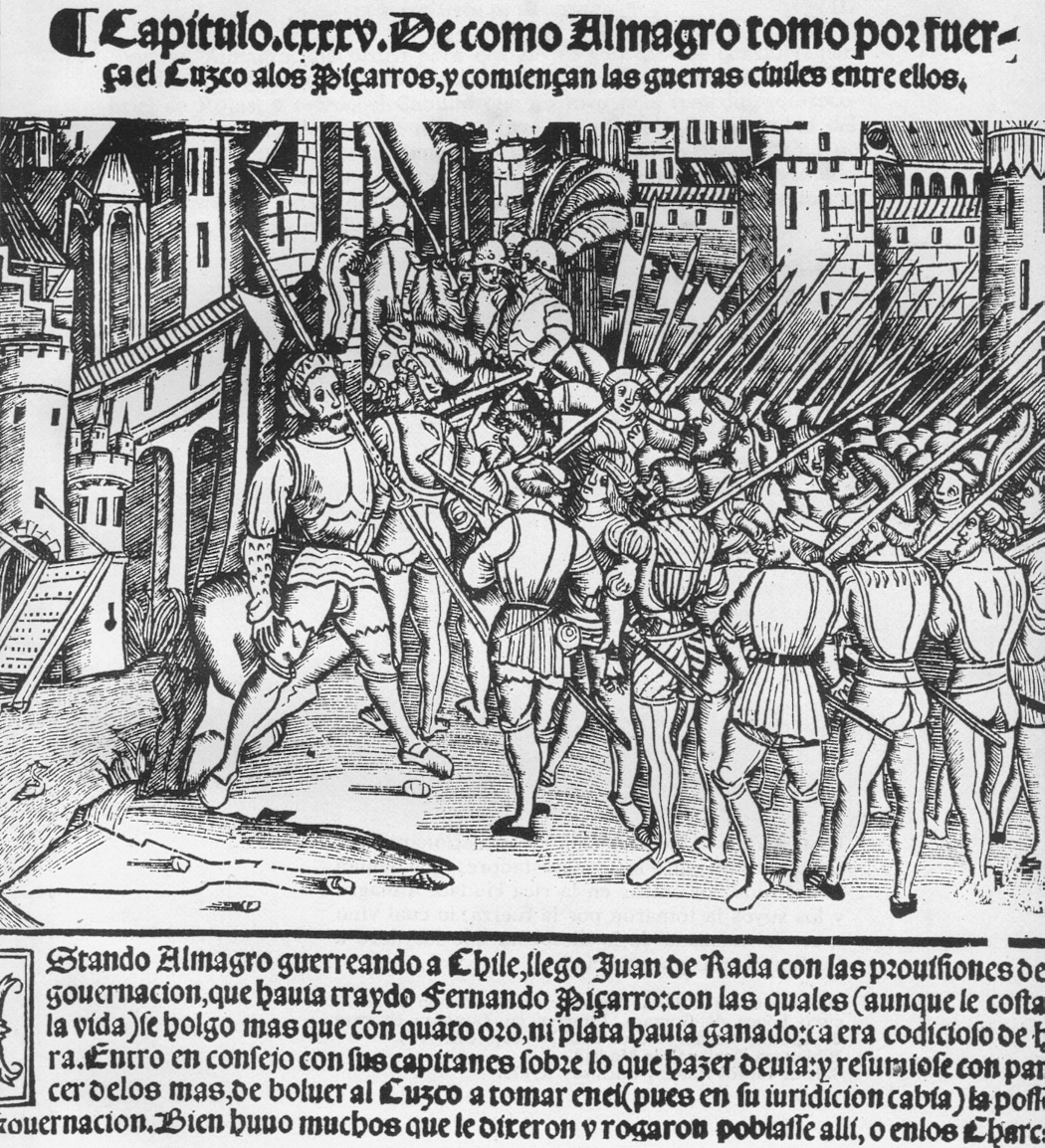
صفحة من "التاريخ العام للهند" "ألاماجرو في قوسقو".

التاريخ العام للهند (بالإسبانية: Historia general de las Indias) هي رواية للكاتب فرانسيسكو لوبيز دي غومارا(بالإسبانية)، تستعرض الأحداث خلال غزو المكسيك وإسبانيا الجديدة. نشرت الطبعة الأولي من الرواية في شهر ديسمبر عام 1552 ، في ورشة عمل أوجستين ميلان في سرقسطة، تحت مسمي الجزء الأول والثاني لتاريخ العام للهند متضمة كافة الاكتشافات والاحداث البارزة التي جرت نتيجة انتصارهم حتي عام 1551، بفتح المكسيك وإسبانيا الجديدة.
تم تحرير الرواية بعناوين مختلفة: «التاج الإسباني» والتي منع طباعتها عام 1556، وتم ترجمتها الي عددة لغات حتي عام 1605.
تم وقف نشرها ما يقرب من مائة وخمسين عاما، حيث تميل الطبعات الحديثة للتركيز علي «تاريخ غزو المكسيك».

## الأصدارات التالية
في 1553 تم إعادة طبع الرواية داخل نفس ورشة العمل والتي حملت نفس العنوان الأصلي حيث كانت الرواية في هذا العام تحمل عنوان هيسبانيا فيكتريس، الجزء الأول والثاني لتاريخ العام للهند متضمة كافة الاكتشافات والاحداث البارزة التي جرت نتيجة انتصارهم حتي عام 1551، بفتح المكسيك وإسبانيا الجديدة وطبعت في مدينة الكامبو في منزل وليام من ميليس. تحتوي هذه الطبعة علي خطاب تمهيدي يتحدث فيه عن الإمبراطور الروماني وملك إسبانيا كارلوس الخامس، حاكم جزر الهند والعالم الجديد ".
وفي عام 1554، أضاف المؤلف بعض البيانات التي أشار فيها الي التاريخ العام للهند والعالم الجديد بالإضافة الي غزو بيرو والمكسيك وتم طبعها في سرقسطة في المنزل بيدرو بيرنوز.
اما في الجزء الثاني كتب المؤلف إهداء إلي «دون مارتن كورتيس، ماركيز ديل فالي».
حقق الكتاب نجاحا باهرا وتم ترجمته الي الإيطالية والفرنسية والإنجليزية، وتمت طباعته في روما والبندقية وباريس ولندن، وتم اصداره خارج إسبانيا منذ عام 1556 حتي عام 1605.
في إسبانيا، تم حظر طباعة الكتاب بموجب مرسوم ملكي في عام 1556، واصدار الاوامر بتجميع النسخ المطبوعة.